# 150
Năm 150 là một năm trong lịch Julius. 